# Ernest Mangnall
James Ernest Mangnall, né le 4 janvier 1866 à Bolton et mort le 13 janvier 1932 à Lytham St Annes, est un joueur et manager de football anglais.
Mangnall n'est tant connu pour sa carrière de joueur que pour ses succès comme entraîneur, notamment avec Manchester United.

## Biographie
Mangnall commence sa carrière d'entraîneur dans la ville de Bolton, la ville dans laquelle il est né, aux Bolton Wanderers.
Après deux années couronnées de succès, il est recruté par le club de Burnley le 27 décembre 1899. Il se trouve au centre d'une grande crise au club, pour des histoires financières. Ernest Magnall se trouve être le seul membre du staff du club à ne plus être payé. 
Il démissionne le 2 octobre 1903 et rejoint un autre club de football, Manchester United, fondé 25 ans plus tôt. Le club mancunien lutte depuis 11 ans pour accéder en première division anglaise. Mangnall y parvient au bout de deux ans. Deux ans plus tard, en 1908, le club est sacré champion d'Angleterre - le premier sacre national du club. La saison suivante, en 1909, il offre au club sa première FA Cup (la coupe d'Angleterre) puis il remporte en 1911 une deuxième fois le championnat anglais. 
Le 21 août 1912, Mangnall quitte Manchester United pour son grand rival, Manchester City. Manchester United devra attendre 41 ans pour remporter de nouveau le championnat anglais. Mangnall remporte avec son nouveau club le championnat du Lancashire pendant l’interruption des compétitions due à la Première Guerre mondiale, puis conduit son équipe à la deuxième place en championnat en 1921. Il arrête sa carrière d'entraîneur en 1924, à 58 ans.